# 關羽信仰

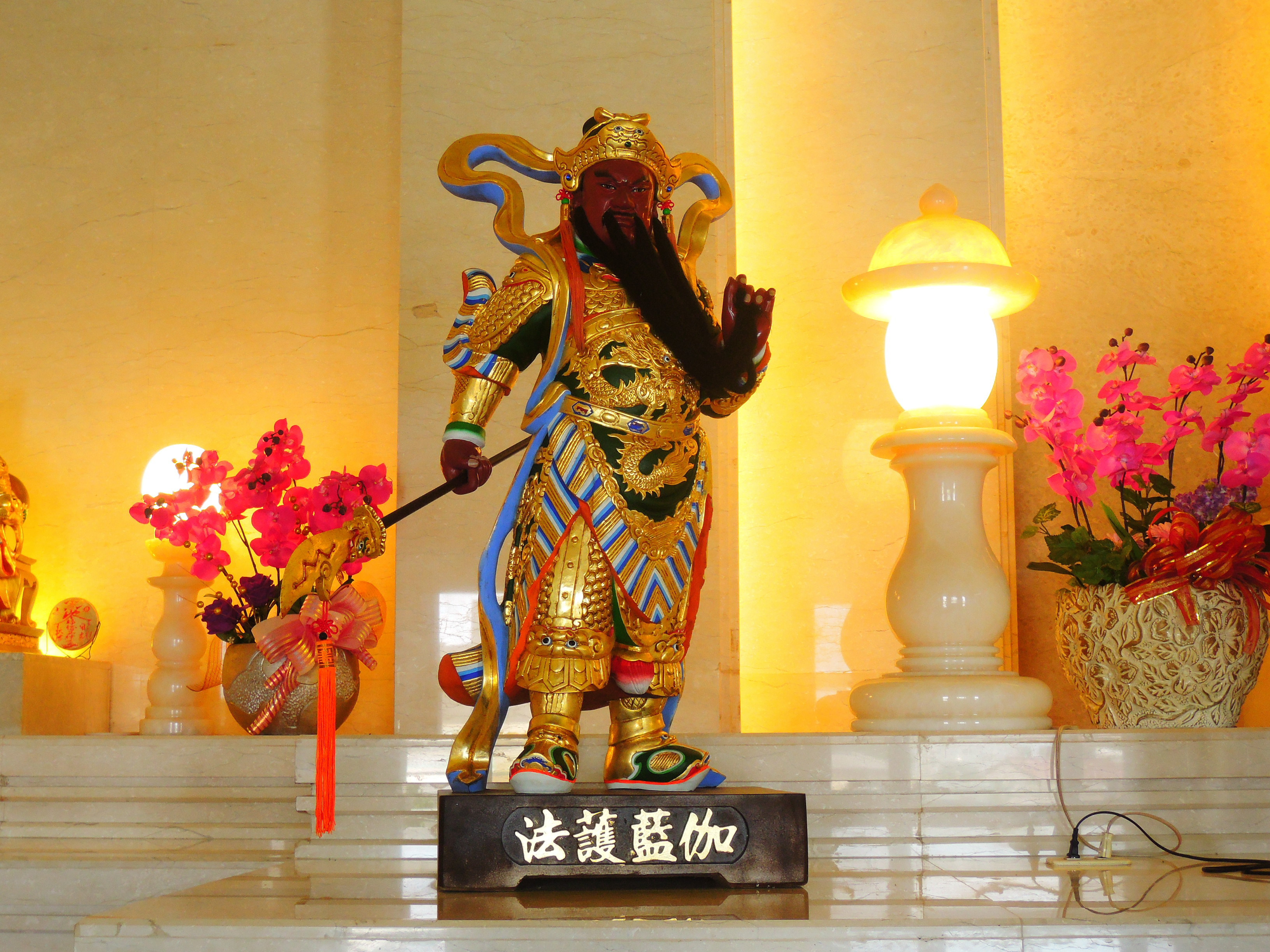
澎湖大池西林寺供奉的伽藍護法。漢傳佛教將伽藍菩薩塑造成關羽的樣貌，佛教造像的儀軌與道教關帝的神像特徵，有著明顯的分別

關羽信仰、或稱關公信仰、關帝信仰、關雲長信仰、關公信俗，是指把漢末三國時劉備的將領關羽神化的人物神信仰。关羽从北宋开始由於民间艺术形象及各统治政权对其之推崇而不断提高。
由于其忠義勇武的形象，關羽常被民眾尊稱為關公、關二爺、關老爺，又多次被后代帝王褒封，直至武聖，与“文圣”孔子齐名。故也俗稱為（關）聖帝、（關）帝君、（關）聖帝君、關帝、關帝爺等而流傳至今。道教尊為協天大帝、伏魔大帝、翊漢天尊等，漢傳佛教及藏傳佛教奉其為護法神之一，稱為「伽藍菩薩」。其中儒宗神教奉為五文昌之一，而扶鸞信仰者則奉為恩主，故又稱關公為恩主公、山西夫子、文衡聖帝。直至现代，某些社会群体与场合仍常有祭拜关公。

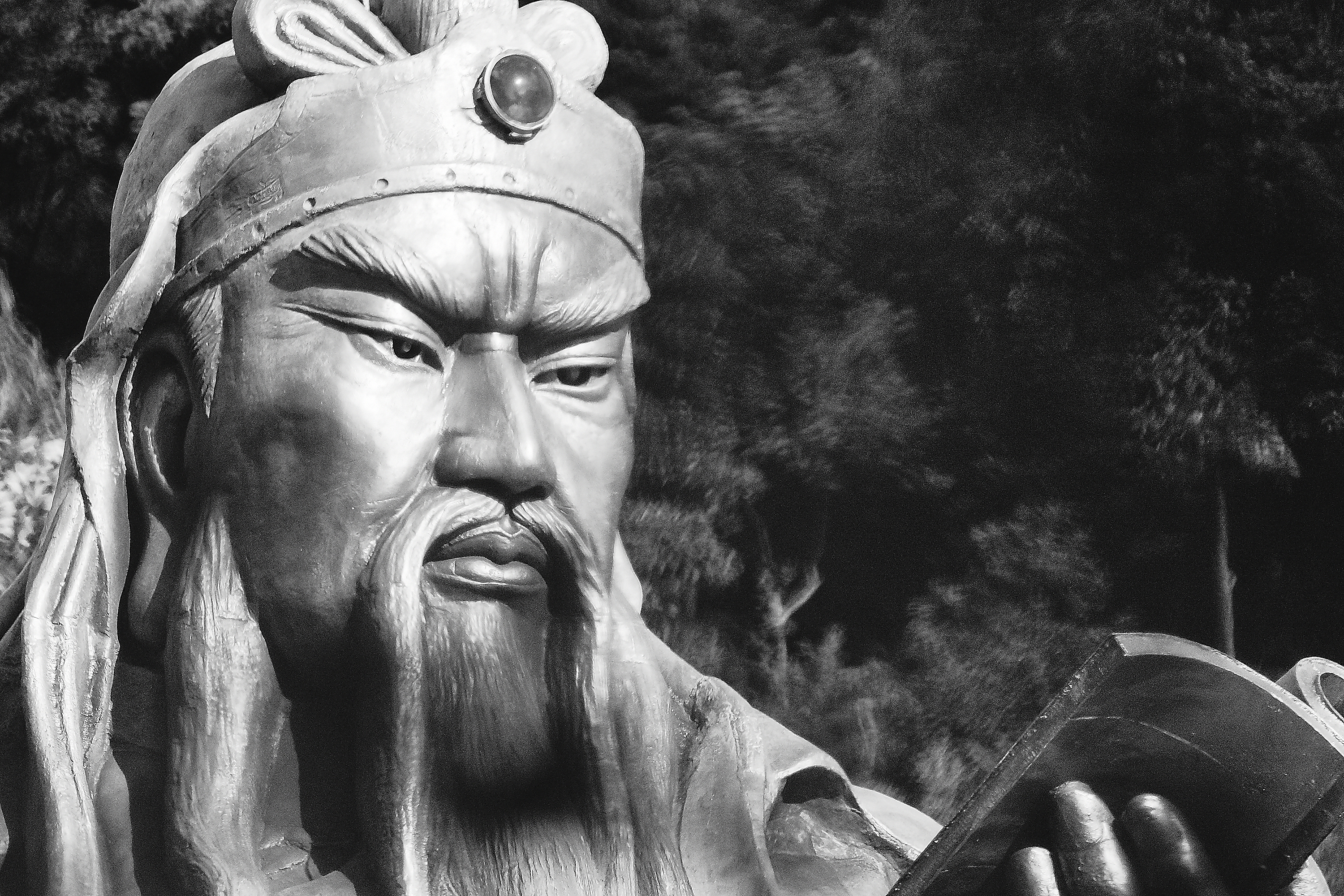
金瓜石的關聖帝君，為手捧春秋文相坐姿於廟頂

關羽的祠廟稱為關帝廟，遍佈各地，為最多祠廟的中國神明之一。古代祭祀的戰神本是「兵主」，也就是發明許多武器的蚩尤。就官方祭祀言，唐初開始便有武廟，但主祀的是善於用兵的周武王宰相姜子牙，而關羽則為從祀之神。如平日出征，則祭拜佛教四大天王中掌管北方的毘沙門天王，並繪製毘沙門天王旗，以保佑戰爭勝利。

## 形象

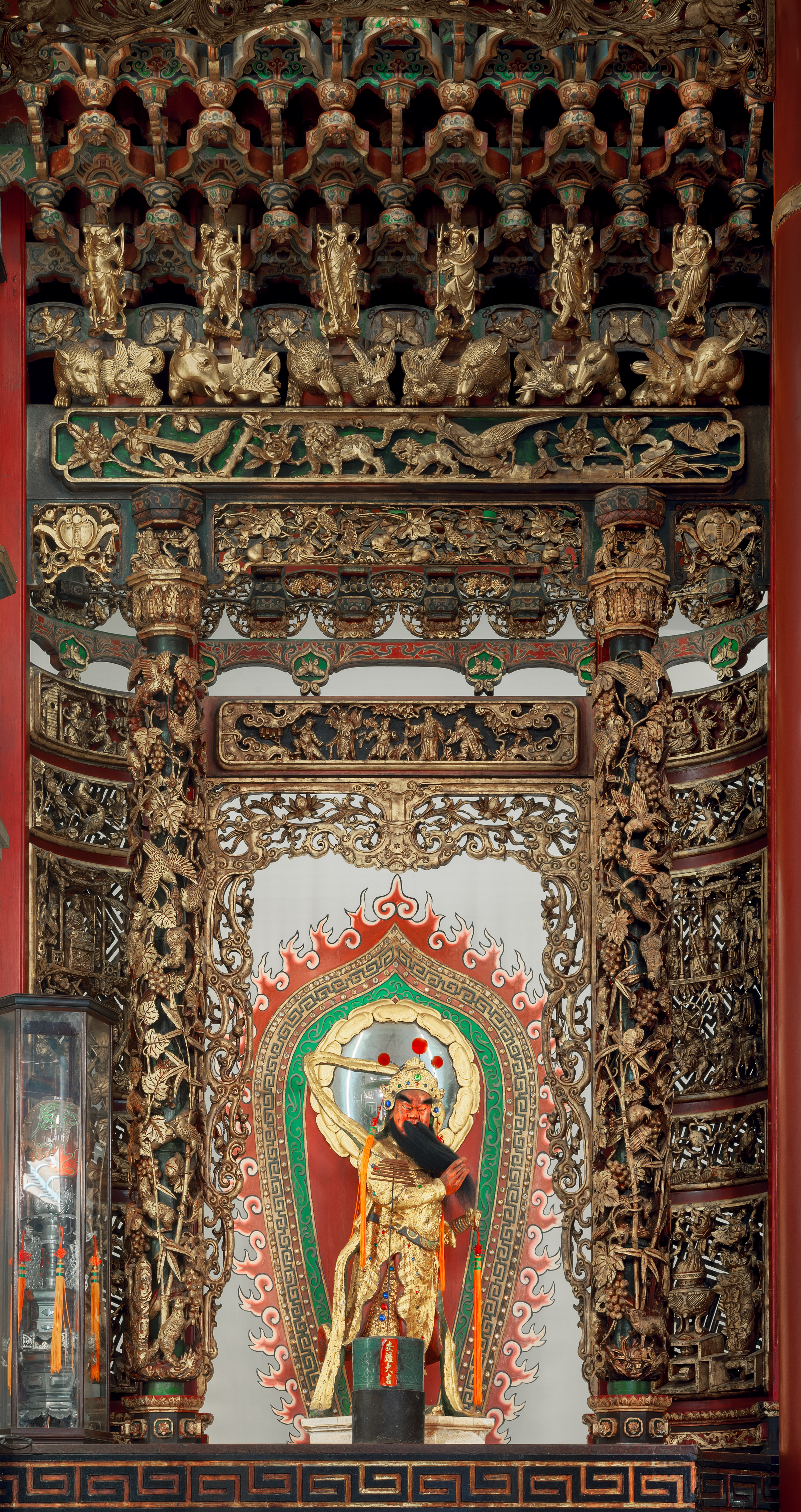
高雄代天宮供奉的關羽泥塑立像，以伽藍護法的形象呈現

民間信仰中，關公形象有分為文像與武像，並有不同的寓意。

### 姿勢
- 立姿
- 坐姿
- 乘馬

### 衣着
- 戎裝
- 常服
  - 紅袍（通常是香港黑社會供奉）
  - 綠袍

### 姿勢
- 持青龍偃月刀
  - 刀鋒向上（鎮宅）
  - 刀鋒向下（驅魔）
- 仗劍（關公早年為遊俠之相，通常是香港黑社會供奉）
- 持玉板（帝王之相，通常是廟宇供奉）
- 持春秋左傳（通常是士人、商家供奉）
  - 開卷
  - 闔卷（有些商家認為闔卷才不會漏財）
- 提鬚

### 隨從
- 白臉是關平，黑臉為周倉；二者皆為關羽屬下，並非關羽的結義兄弟劉備與張飛。

## 歷史
關帝信仰，可能肇始於宋代，完成於明代。關羽信仰由來已久，至宋朝更趨昌盛，至遲宋朝末年，民間供奉關羽的廟宇已經「郡國州縣、鄉邑間井皆有」（郝經《陵川集》），宋朝皇帝也多追封關羽為王。元代朝廷雖崇信藏傳佛教，但未箝制人民信仰，因此民間對關羽的崇信有增無減，元朝皇帝且曾遣使致祭。明代不立武廟，然而明太祖朱元璋嘗以「漢壽亭侯關羽廟」列為京師金陵祀典之一（《萬曆明會典卷九十三》），之後明朝歷任皇帝不斷追封關羽，關羽漸漸成為明朝「所最崇奉」(《萬曆野獲編》)。明朝尊奉關羽，甚至要求藩屬朝鮮官方修建「關王廟」（朝鮮《宣祖大王實錄》）。隨著明朝追封關羽為帝，明朝人對關羽的尊稱也由「關王」漸漸升格為「關帝」，沿襲至今。
从元朝时期开始，满族及其先世已开始崇拜关羽。至万历年间，早已成为一种信仰。相传清太祖努尔哈赤尚未起兵之时，曾于明朝边疆处获伏魔大帝关圣帝君神像。清朝时期，满族视关帝为“护国神”，言必尊称“关老爷”（穆麟德轉寫：guwan mafa），不敢称其名讳，尊崇无以复加。连关帝身旁的關平、周倉二位將軍，也尊稱老爺，礼敬有加。
明清以降，供奉關羽的廟宇不僅遍佈漢地，且延伸至蒙古、满洲、西藏。而朝鮮、越南、日本、琉球亦有供奉關帝的廟宇。

## 華人信仰
民間認為關帝君是專管文學的神靈朱衣神轉世化身。如民間流傳的「桃園明聖經」：「吾（關帝君）乃紫微宮裏朱衣神，協管文昌武曲星。」又被尊為五文昌之一。關羽不僅受到儒家的崇祀，同時又受到道教、佛門等兩教的膜拜，所以關羽是橫貫儒家、佛門、道教三大中國教派的神祇。但其中以儒家的關羽體現更多關羽的本色。
隨著關羽地位變得顯赫，關羽更被尊稱為「武王」、「武聖人」，與孔子並肩而立，合稱「文武二聖」。也正因為關羽如此顯赫，除了軍人、警察和武師奉他為行業神崇拜外，就連商業、煙業、描金業、香燭業、教育業、命相家等等不相干的行業也推崇關羽，所以也信奉他為「財神」。

### 中國大陸信仰
關羽信仰在今日的中國大陸仍然流行，山西运城是关公祖居地，被視為关公信俗的发源地。1994年起，河南洛陽市關林就開始舉辦中國洛陽關林國際朝聖大典。關羽信仰以「关公信俗」之名在2008年6月7日被中華人民共和國國務院列入第二批国家級非物质文化遗产名录。2011年3月，山西和河南兩省共同向國家文化部遞交了申報材料，聯手向聯合國教科文組織申報為人類非物質文化遺產項目。

### 香港信仰

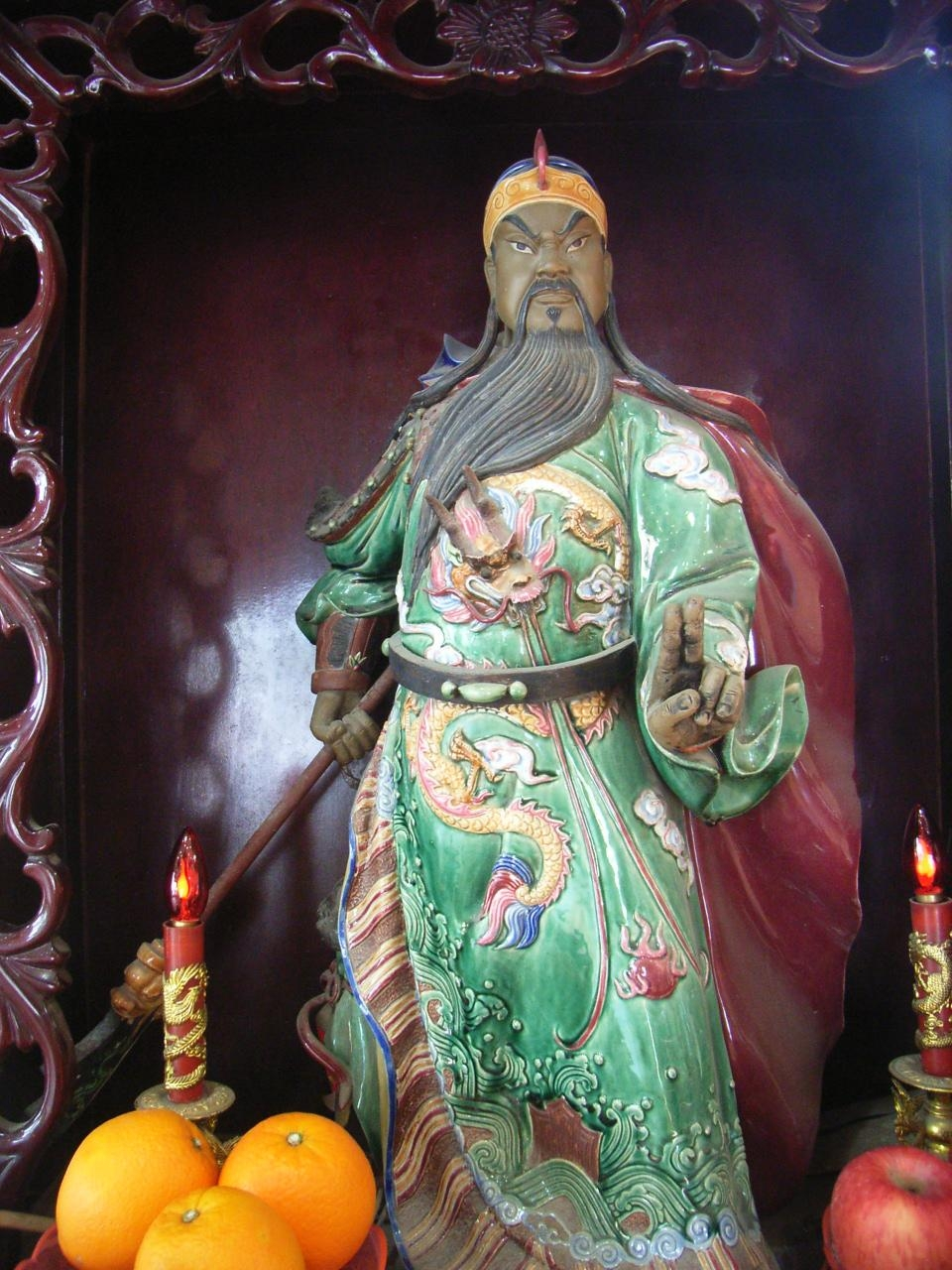
室內神龕中的關公像

在香港社會中，各界同樣地推崇和尊敬關羽，尊稱他為「關二哥」或者「關公」等。傳說關羽年少時擅長簿記與會計，被不少商業人士視其為財神的象徵，故此香港許多商店都供奉關羽，其像多半持《左氏春秋》，不持刀劍，希望能夠藉此保佑店舖生意興隆。另外，香港建有不少的祠廟供奉關羽，的文武廟十分有名。
在香港，民間都相信關公會保衛盡忠守義之人，所以各行業之人士同樣尊崇關羽，社會均不認為存在信仰上的衝突。然而，警察所供奉的關帝君像（多持關刀、穿紅鞋；商業多著綠袍、持《左氏春秋》）及黑社會（持寶劍、穿紅袍、綠鞋，是關公早年為遊俠之相）所供奉的關帝君像不同。因此，警察臥底及線人被黑社會俗稱為「著紅鞋」。

#### 警察
人員在警察處所內供奉關帝君的習俗始於1931年，當時刑事偵緝處油麻地警署的總探長黎兆在雜差房內供奉關帝君神位，以示忠於職守，祈求庇祐，得以順利破案，維持治安時能勇武表現。自此，其他警探隊人員亦相繼彷效，使得這個民間信仰帶進警察隊，英國及印度等外籍人員亦都入鄉隨俗，與華人夥計一同向關帝君燒香，以示團結一致。除了上述原因，若然人員獲得晉升、重大調動、久久無法破案及破大案，以及在節日時，皆會舉行供奉儀式。
英國殖民地時期，警察隊的記者會經常以供奉關帝君的神桌為背景。時至今日，大部份警察處所仍然供奉關帝君，部份警察處所則因為地區文化而奉祀其他神祇，例如黃大仙警署就供奉黃大仙。此外，部份部門人員不參拜關帝君，例如交通部。此外，部份部門人員亦刻意不在當更開始時參拜，部分警察處所的全數女性警務人員亦依從特別俗例，不作參拜，而月事來潮的女性警務人員皆會避卻參拜。
2004年，香港傳媒報道指出警務處高層有意淡化此種活動及不鼓勵供奉關帝君成為既定儀式。2003年，警察公共關係科將關帝君從辦公室「送往」灣仔一間廟宇；新香港警察總部警政大樓無依照傳統舉行「拜關二哥」儀式，亦無安放一尊關帝君像。縱然起源點雜差房仍然供奉關帝君像，惟新一代領導人員公然表明「寧信一哥都唔信關二哥（寧可相信警務處處長，不相信關二哥）」，聲言不鼓勵參拜關帝君成為既定儀式，亦開始有警區考慮「送走」關帝君像。然而，時任警務處處長李明逵澄清一直都很尊重關帝精神，表示從未下令移走任何以至準備安放在警政大樓的關帝君像。

### 臺灣信仰

關帝廟信徒。穿藍色道服的是以收驚科儀聞名的効勞生，以年邁女性居多。

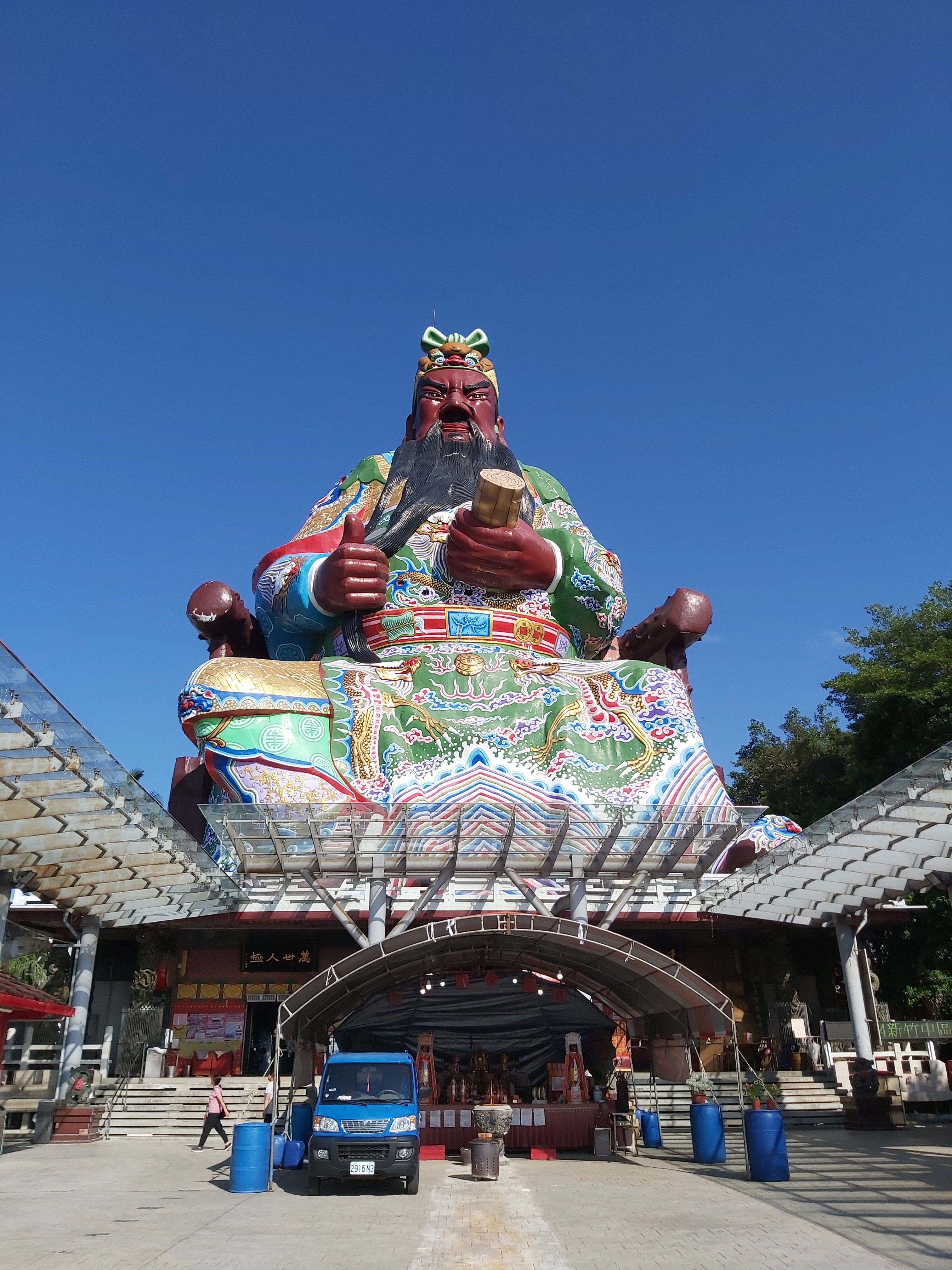
新竹市古奇峰育樂園普天宮的高120公尺巨型關聖帝君神像。

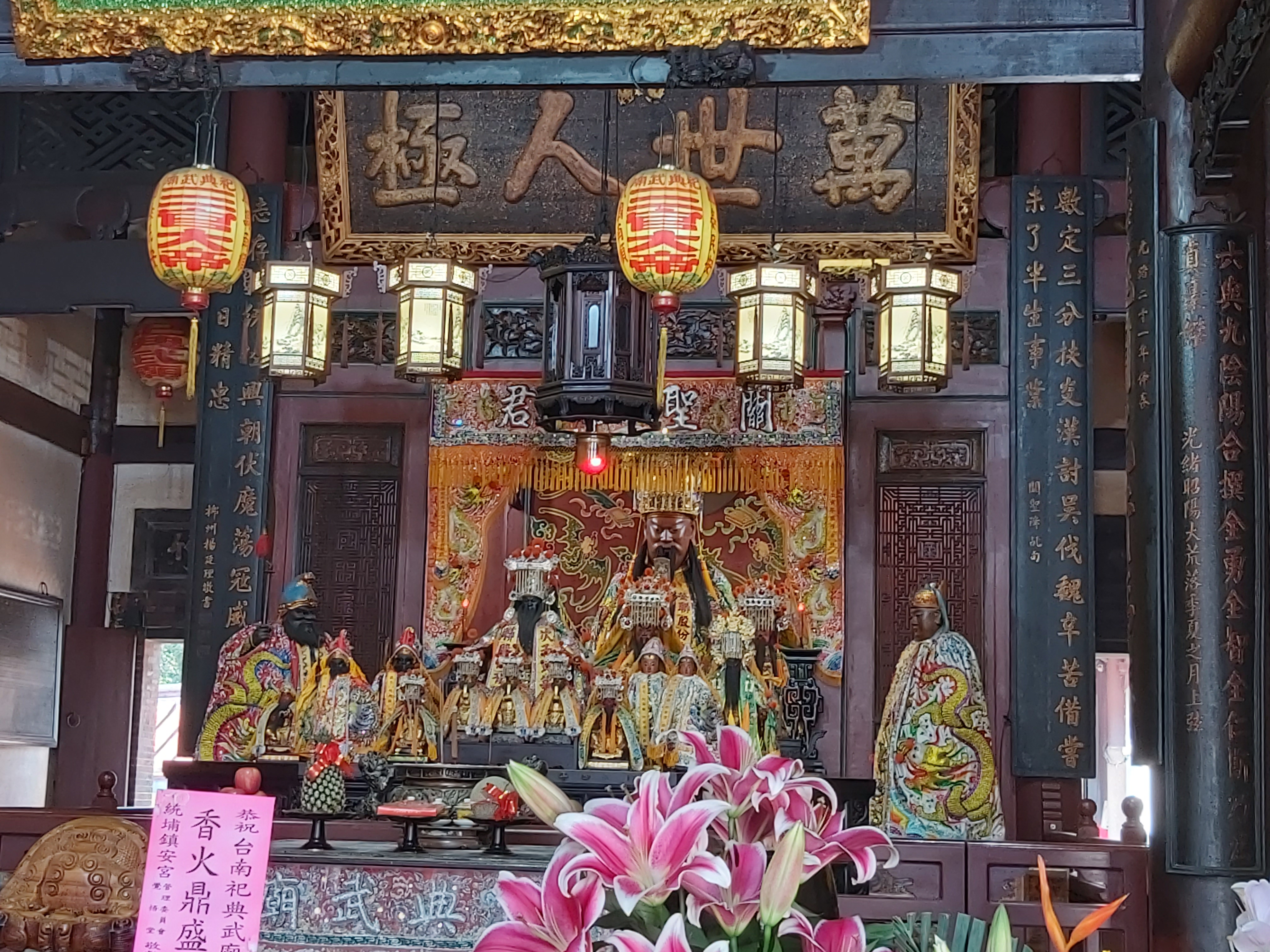
臺南市祀典武廟正殿關聖帝君神像

在臺灣，祭祀關公的廟宇也相當普遍，除了一般武廟、小型宮廟、神壇將其作為主祀外，也有稱為恩主公廟的大型關帝廟，其中花蓮縣玉里協天宮具有百年歷史，在廟裡的中間更有「後山保障」四字威震千古保佑玉里地區，四字扁額為清朝時期流傳自今，後山第一。
各地關公廟以臺北市行天宮、新北市瑞芳區金瓜石勸濟堂、桃園市大溪普濟堂、新竹市關帝廟、新竹市古奇峰普天宮、臺中市南天宮、臺中市醒修宮、彰化關帝廟、雲林縣四湖參天宮、臺南市祀典武廟、開基武廟、鹽水武廟、關廟山西宮、高雄市苓雅區的高雄關帝廟、鹽埕區文武聖殿、左營啟明堂與澎湖縣紅毛城武聖廟等最為著名。
臺南市白河區馬稠後的關帝廟，根據廟內沿革指出相傳其為漳州人士魏誠於1661年奉請關聖帝君金身來台；清咸豐5年（1855），為凝聚信眾虔心，結合地方人力，爰由時任臺灣鎮標中營守備曾飛龍，依據信眾部落，分「天」字、「地」字、「人」字、「和」字四大角頭輪流祭拜，每年農曆正月十三為主要慶典日。
行天宮所謂的「恩主」，是鸞堂信仰的名詞，是「對民有恩的主神」，另說是「救世主」的意思（源自鸞堂信仰）。臺灣所謂的「恩主」共有關羽、呂洞賓、張單、王善、岳飛。而關羽為「五恩主」之首，所以一般臺灣人亦稱關羽為恩主公，也因此順勢稱關帝廟為「恩主公廟」，如臺北行天宮。
每年農曆正月十五元宵節臺南市的鹽水蜂炮就是關聖帝君出巡顯聖祈求平安演變成的民間習俗。每年農曆六月廿四關聖帝君聖誕，有三十幾個社團會在當天為關聖帝君公祝壽，以大溪普濟堂主持的慶典與遶境最為熱鬧，俗稱「大溪大拜拜」，計有三十二個社團參與，有上百尊大仙尪以及為數眾多的雙龍、童仔。大溪社團中又以大溪共義團雙龍最為出名。2011年12月29日，桃園縣政府公告「大溪普濟堂關聖帝君聖誕慶典暨遶境儀式」為文化資產，列入民俗及有關文物資產保護。

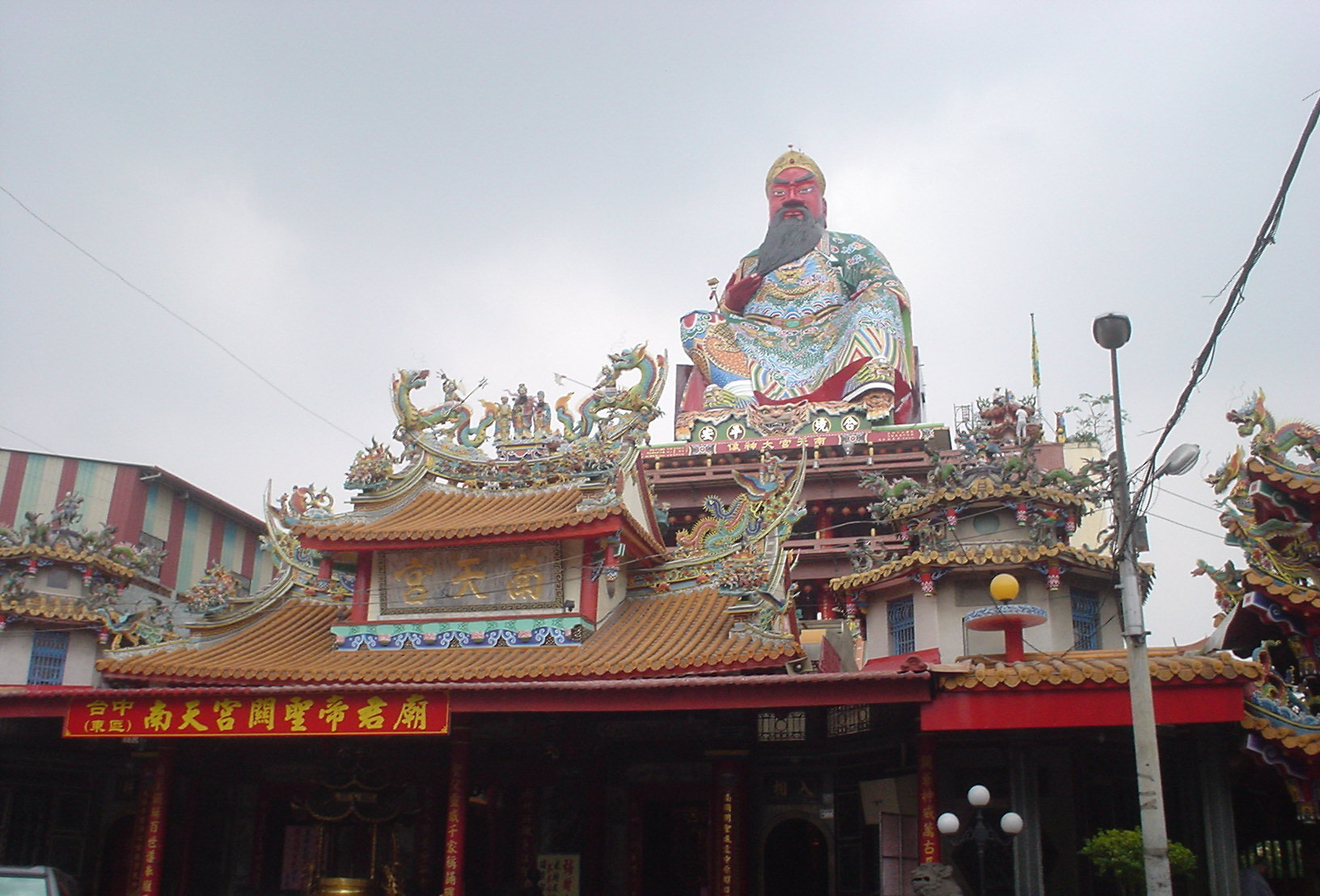
臺中市南天宮

今常見關公神像陪祀有兩者：一位捧漢壽亭侯官印的是關平，另一位手持關刀或寶劍者是周倉。關公則坐虎皮椅，左手捋鬚，右手研覽《左傳》。在行天宮法會時，法壇的十八代中皇（關羽領任），旁邊兩位陪侍拿取的物品就有所不同，關平一手拿官印、一手拿寶劍，周倉則一手拿令牌、一手拿卷宗。
玄門真宗於民國九十三年(西元2004年)向中華民國內政部正式申請核准設立第二十六個宗教，尊奉中皇大天尊玄靈高上帝（關聖帝君）為教主。

### 海外华人信仰
海外華人常在会馆旁修建关帝庙祭祀关羽，如潮州裔的越柬寮华人在洛杉矶中国城修建的北美最大的关帝庙，马来西亚吉隆坡广肇会馆旁的关帝庙等等。在古巴，武圣关公则被本土化为西班牙语的“San Fancón”。早期华人因无财力实力，对关公的祭拜不得不借祭拜非洲的神灵约乌巴万神殿的勇士Changó而实现，之后这两信仰则部分融合。

## 日本信仰

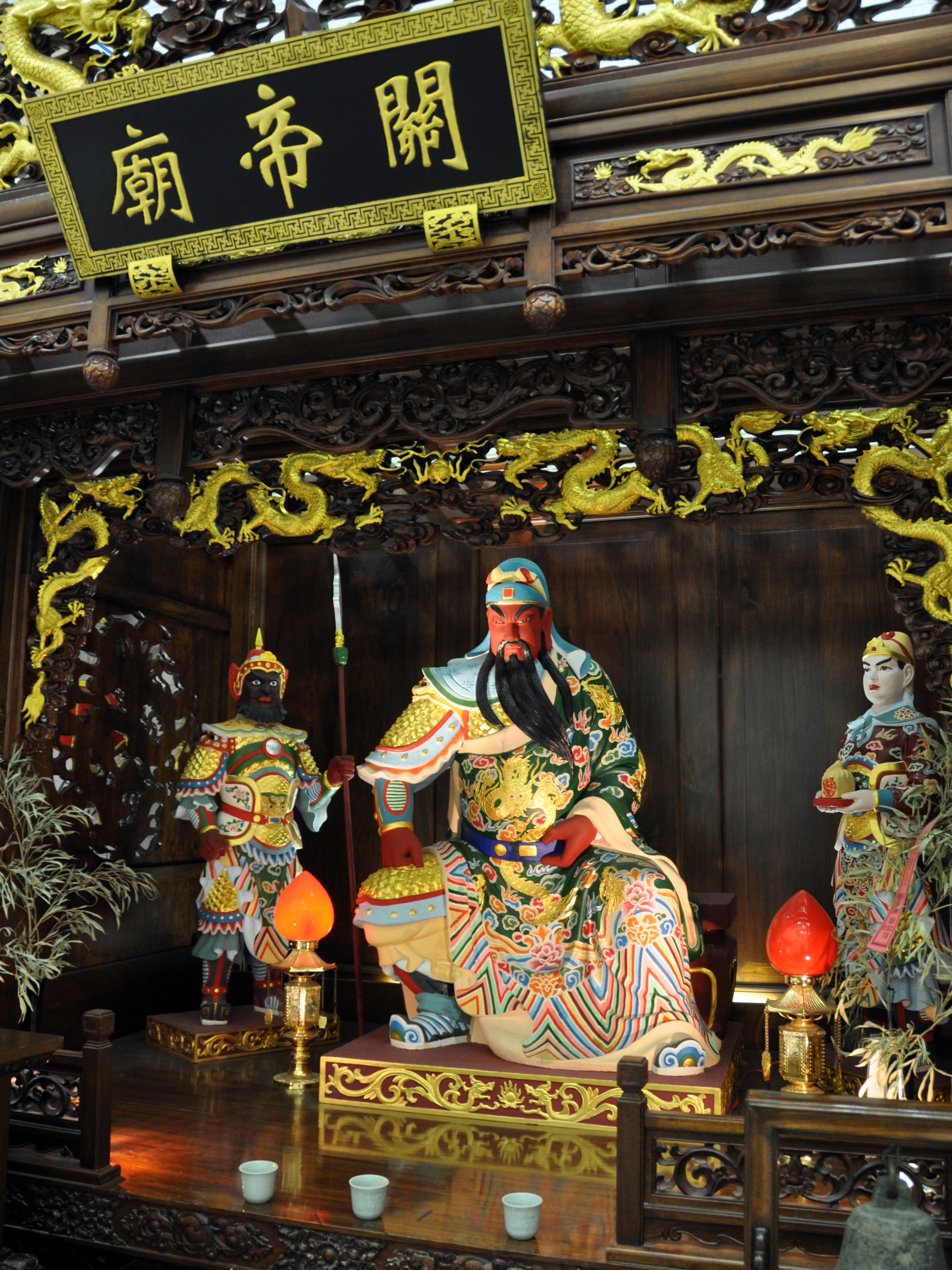
日本大阪市關帝廟內的關羽神像

在日本幕府時代，足利尊氏和水戶黃門亦非常崇拜關羽。而據小松田直的《圖解世界史》，也有為數眾多的關帝廟，奉關羽為學問與生意之神。現時日本橫濱與神戶仍有關帝廟。

## 朝鮮半島信仰
朝鮮半島的人也尊崇關羽，以關聖教為名到處宣揚。較為著名的關帝廟有東關王廟。

## 琉球信仰
琉球國時代關羽信仰由閩人三十六姓傳入，自此琉球人也信奉關羽，久米村亦設有關帝廟。

## 佛教信仰

### 漢傳佛教
漢地佛教尊奉關公為伽藍菩薩，源於隋代創建天台宗的智者大師。「伽藍」是梵語「僧伽藍」的簡稱，意為僧院，即佛教的寺院。而守護伽藍的護法神，則稱為伽藍神。
「關羽顯聖」最早或出於陳、隋年間一個與佛教流布有關的傳說。現知最早的記載為中唐德宗貞元十八年（802年）董侹《荊南節度使江陵尹裴公重修玉泉關廟記》，其雲：
「玉泉寺覆船山東，去當陽三十裡，迭嶂回擁，飛泉迤邐，信途人之淨界，域中之絕景也。寺西北三百步，有蜀將軍都督荊州事關公遺廟存焉。將軍姓關，名羽，河東解梁人。公族功績，詳於國史。先是，陳光大中，智顗禪師者至自天臺，宴坐喬木之下，夜分忽與神遇，雲：『願舍此地為僧坊。請師出山，以觀其用。』指期之夕，萬壑震動，風號雷虩。前劈巨嶺，下堙澄潭，良材叢木，周匝其上；輪奐之用，則無乏焉。」
初唐道宣律師的《續高僧傳》卷二一谈到智者大師在玉泉造寺。又依《天台智者大師別傳註》、《佛祖統紀卷六‧智者傳》、《關帝傳》等所載，智者大師發願在全國建立三十六座寺院，其中之一選定建在當陽玉泉山。隋開皇十二年，大師到玉泉山勘察建寺地址時，當晚在山中打坐，關公偕子關平顯現，表示願意護持，協助建寺。寺成，智者大師寫信向晉王楊廣(當時擔任代理揚州總管)報告此事，楊廣回信說:「當陽建寺，既事出神心，理生望表，當具奏嘉號。」並將此事於玉泉寺刻碑為記。後來關公又向智者大師請求授戒，願為護法，大師遂為受五戒。從此天台宗門下寺院，都供奉關公為伽藍神。後來流傳到天下各宗寺院也都群起效法，尊奉為「伽藍菩薩」。

### 藏傳佛教

#### 寧瑪派
寧瑪派普遍認為關公和格薩爾王是同一尊在漢藏兩地的不同化現。而格薩爾王是由文殊菩薩之身、觀世音菩薩之語、金剛手菩薩之意、蓮華生大士之功德事業所共同化現，所以寧瑪派認為關公也是這四位菩薩共同化現的智慧護法。
如伏藏大師米旁仁波切的伏藏文《格薩爾王煙供儀軌》中曾說：「事成白戰神，在藏地被稱為格薩爾王，在漢地被稱為關公，在象雄被稱為大守舍神。」
年龍上師的意伏藏《關公供養儀軌》中也說：「（關公）在勝義界中早已成佛，但又示現為佛教的護法形象，祂是文殊、觀音、金剛手這三怙主以及蓮師的共同幻化的眾生怙主，祂的名號叫關公、義成、以及摩尼伏敵力（格薩爾王的名號之一）。」
又格薩爾王在藏地是戰神兼財神，而關公在漢地也是戰神兼財神，伏藏師特尼仁波切在2011年取出的關公伏藏法，即屬於武財神。
另外，民初時代來到漢地的諾那呼圖克圖，也曾開示：「關聖帝君是佛教的護法，漢地歸他所管，供養關聖帝君很重要，特別是軍人供養更為得宜。」

#### 噶舉派
噶舉派第五世噶瑪巴德新謝巴曾受明成祖之請，駐京三年，回西藏時即將關公信仰帶回楚布寺，奉為護法神，稱為「噶瑪漢神」，並著有供養儀軌。
第十七世大寶法王撰《神州鐘鳴——伽藍尊者之供奉儀軌》，為供養關公之修持儀軌，並示漢地具有信心的釋儒道弟子，皆可修此儀軌。

#### 格魯派
格魯派五世班禪受清乾隆皇帝之請入京時，見關公顯現迎接入京，班禪諭令漢地國師及呼圖克圖（轉世活佛），都要供奉關公為護法。
最初格魯派認為關公是世間護法，後來三世章嘉呼圖克圖才認定關公是智慧護法。依《章嘉國師若必多吉傳》所載，三世章嘉呼圖克圖某次行經四川襄陵大山時，在夢兆中，得知漢地的雲長王（藏地對關公的稱呼）和藏傳佛教的兄妹護法是同一識的不同化現。而兄妹護法在格魯派認為是馬頭明王的內眷屬，其他宗派或有說是阿彌陀佛之化現，所以關公即為馬頭明王或阿彌陀佛所化現的智慧護法。
《三界伏魔大帝關雲長之歷史和祈供法‧激勵事業雨流之雷聲》中述關公曾是密宗本尊馬頭明王之眷屬紅面獄主，又稱紅司命主。

## 历代崇奉
各朝皇帝都以關羽為忠義的代表，以關羽成為教育忠君愛國信念的例子，其「侯而王，王而帝，帝而聖，聖而天」的過程請參考下表：
| 朝代 | 君主     | 年號         | 時間   | 封號 |
| ---- | -------- | ------------ | ------ | --- |
| 蜀汉 | 蜀漢後主 | 景耀三年     | 260年  | 壯繆侯 |
| 北宋 | 宋徽宗   | 崇寧元年     | 1102年 | 忠惠公 |
| 北宋 | 宋徽宗   | 崇寧三年     | 1104年 | 崇寧至道真君 |
| 北宋 | 宋徽宗   | 大觀二年     | 1107年 | 武安王 |
| 北宋 | 宋徽宗   | 大觀二年     | 1107年 | 昭烈武安王 |
| 北宋 | 宋徽宗   | 宣和五年     | 1123年 | 義勇武安王 |
| 南宋 | 宋高宗   | 建炎二年     | 1128年 | 壯繆義勇武安王 |
| 南宋 | 宋孝宗   | 淳熙十四年   | 1187年 | 壯繆義勇武安英濟王 |
| 元   | 元泰定帝 | 天曆元年     | 1328年 | 顯靈義勇武安英濟王 |
| 元   | 元文宗   | 至顺二年     | 1331年 | 齊天護國大將軍、檢校尚書、守管淮南節度使、兼山東、河北四門關招討使、兼提調諸宮神、無分地處檢校官、中書門下平章政事、開府儀同三司、駕前都統軍、無佞侯、壯穆義勇武安英濟王、護國崇寧真君 |
| 明   | 明太祖   | 洪武二十七年 | 1394年 | 恢復關羽原“前將軍壽亭侯”（之“漢”字久缺）頒旨列入祀典 |
| 明   | 明神宗   | 萬曆六年     | 1578年 | 協天護國忠義大帝 |
| 明   | 明神宗   | 萬曆四十二年 | 1613年 | 三界伏魔大帝神威遠鎮天尊關聖帝君 |
| 明   | 崇祯帝   | 崇禎三年     | 1630年 | 真元顯應昭明翼漢天尊 |
| 清   | 清世祖   | 順治九年     | 1652年 | 忠義神武關聖大帝 |
| 清   | 清世宗   | 雍正三年     | 1725年 | 追封三代祖先為公爵：曾祖光昭公、祖裕昌公、父成忠公 |
| 清   | 清世宗   | 雍正三年     | 1725年 | 頒令全國啓建武廟、併入祀典，文武百官、各省縣百姓按祭孔之太牢祭儀、春秋兩祀 此為關羽列入國家祭祀主神之始                                                                                |
| 清   | 清高宗   | 乾隆元年     | 1736年 | 山西關夫子 |
| 清   | 清高宗   | 乾隆三十三年 | 1769年 | 加封「靈佑」二字 |
| 清   | 清仁宗   | 嘉慶十九年   | 1814年 | 加封「仁勇」二字 |
| 清   | 清宣宗   | 道光八年     | 1828年 | 加封「威顯」二字 |
| 清   | 清文宗   | 咸豐二年     | 1852年 | 加封「護國」二字 |
| 清   | 清文宗   | 咸豐三年     | 1853年 | 加封「保民」二字 |
| 清   | 清文宗   | 咸豐三年     | 1853年 | 升入中祀 |
| 清   | 清文宗   | 咸豐五年     | 1855年 | 追封三代祖先為王爵：曾祖光昭王、祖裕昌王、父成忠王 |
| 清   | 清文宗   | 咸豐六年     | 1856年 | 加封「精誠」二字 |
| 清   | 清文宗   | 咸豐七年     | 1857年 | 加封「綏靖」二字 |
| 清   | 清文宗   | 咸豐七年     | 1857年 | 神牌由“關聖大帝”改為“關聖帝君” |
| 清   | 清穆宗   | 同治九年     | 1870年 | 加封「翊贊」二字 |
| 清   | 清德宗   | 光緒五年     | 1879年 | 加封「宣德」二字 |

元文宗至顺二年（1331年）敕封的官職最多，其次为清德宗光緒帝的「忠義神武靈佑仁勇威顯護國保民精誠綏靖翊贊宣德關聖帝君」封號，共26個字，採用了眾多美好的文詞。

## 關帝廟
關帝信仰遍及多地，因此很多國家和地區都設有以關羽為主神的關帝廟。關帝廟又稱武廟、武聖廟、文衡廟、協天宮、恩主公廟等。關羽為中國神明、圣贤中最多祠廟的一位。關帝廟不僅遍佈中國大陸及台灣、香港，且在漢字文化圈內各地區包括朝鮮半島、日本、越南、琉球等，以至南洋地區如馬來西亞、柬埔寨、印尼等地也有供奉。今日僅在中國老北京城裏，就有一百多座專供或兼供關公的廟宇。每年關公節都會有多間武館到那表演。
至遲宋朝末年，民間供奉關羽的廟宇已經「郡國州縣、鄉邑間井皆有」。北宋宣和四年（1122年）重修的山西阳泉关王庙，被认为是中国现存最早的关王庙。元代朝廷對各種宗教信仰兼收並蓄，因此民間對關羽的崇信有增無減，元朝皇帝也曾遣使致祭。明清以降，供奉關羽的廟宇已遍佈中國各地。由于民间传说關羽死后“头在洛阳，身在当阳，魂归故鄉”，因此在洛阳、当阳及故里解州有规模较大的關帝庙，其中解州關帝庙规模最大。

## 關帝誕辰
關帝誕辰是指關帝的神誕日，由於正史沒有記載關羽的出生日期，關帝誕辰也有多個不同日期。诸如：
- 宋孟元老《东京梦华录》 六月六日 未指明年份。
- 元胡琦《关羽年谱》 延熹三年六月二十四日。
- 明崇禎二年（1629年）立於石磐溝關羽祖塋的《祀田碑記》延熹三年六月二十二日。
- 清康熙十七年（1678年），解州州守王朱旦据传在浚修古井時發掘出關羽的墓磚，磚上刻有關羽祖、父兩世的表字，生卒年月等，還提到關羽的家庭狀況。他因而寫了《前將軍關壯穆侯祖墓碑銘》。[參⁠ 30]依銘所記，關羽生於桓帝延熹三年（160年）六月二十四日。
- 清张镇于乾隆二十一年（1756年）編修的 《解良关帝志》 延熹三年六月二十二日。
- 周广业 《关王事迹征信编》 郭茂泰 《荆州府志》等认为是五月十三日。

綜上所述，較有力者有三種說法，五月十三日、六月廿二日、六月廿四日，在今日，六月廿二與六月廿四由於日期極近，已經統合為六月廿四。
明清官方祀典堅持一年兩祭，以五月十三為關聖帝君聖誕，每年南京六部太常寺官祭。九月十三為秋祭日，相傳是紀念關聖帝君追封為「壯繆侯」的日子。現今民間多以農曆五月十三日或六月廿四日作為關公聖誕，六月廿四的支持者稍多，有信徒稱，五月十三日是關聖帝君歿後建廟的日子，算是官方生日，而非真正生日。另外也有正月十三為關聖帝君成道日的說法，學者顏清洋推測：關羽十二月被孫權所害，隔年正月首級被送到洛邑曹操處，後人遂以這個日子為關公忌日。也有廟宇統合了正月十三、五月十三日、六月廿四日三種說法，稱六月廿四日為關聖帝君聖誕，正月十三為關聖帝君成道日，五月十三日為關平太子聖誕。